# Ciara
Сієра Принцес Герріс (англ. Ciara Princess Harris, рід. 25 жовтня 1985 року), більш відома як Сієра (англ. Ciara) — американська співачка, авторка пісень, музична продюсерка, танцюристка, акторка, модель, режисерка кліпів. Дебютувала влітку 2004 з синглом «Goodies», який опинився на вершині чарту Billboard Hot 100. Однойменний альбом був випущений у США 28 вересня 2004, його продажі у світі сягнули понад 5 млн копій, він отримав багато нагород і номінацій.

## Біографія
Народилася 25 жовтня 1985 року у Остіні, штат Техас і була єдиною дитиною в сім'ї Джекі і Карлтона Гаррісів. Оскільки її батько служив в армії США, дитинство Сієра провела на військових базах у Німеччині, штатах Нью-Йорк, Юта, Каліфорнія, Аризона і Невада. Коли Сіара була в підлітковому віці, її сім'я переїхала до Атланти. 
Сієра зі своїми двома друзями створила гурт Hearsay. Гурт записав демо, але через деякий час розпався. Перший успіх завоювала з піснею Got Me Waiting для дебютного альбому R&B співачки Фантазії Барріно. Після закінчення середньої школи Рівердейл у штаті Джорджія вона підписала контракт з продюсером Jazze Pha лейбла LaFace Records. 
У 2003 році Сієра почала зустрічатися з репером Bow Wow. Вони припинили стосунки в квітні 2006 року. Також зустрічалася з репером 50 Cent, баскетболістом НБА Amar'e Stoudemire та з репером Future, від якого має сина 19 травня 2014 народила сина Future Zahir Wilburn. На квітень 2015 зустрічалася з гравцем команди Seattle Seahawks Расселом Вілсоном.

## Нагороди (неповний список)
- 2005: MTV Video Music Awards за «Найкраще танцювальне відео», за «Найкраще хіп-хоп відео»: Lose Control (Міссі Еліот за участю Сіари і Fatman Scoop)
- 2006: «Греммі» за «Найкраще музичне відео»: Lose Control (Міссі Еліот за участю Сіари і Fatman Scoop)

## Дискографія
докладніше див. Ciara discography (англ.)

### Студійні альбоми
- 2004: Goodies
- 2006: Ciara: The Evolution
- 2009: Fantasy Ride
- 2010: Basic Instinct
- 2013: Ciara
- 2015: Jackie

### Сингли
| Рік  | Сингл                                          | Позиція в Billboard.com | Позиція в Billboard.com | Позиція в Billboard.com | Альбом                                   |
| Рік  | Сингл                                          | США                     | США R & B               | UK                      | Альбом                                   |
| ---- | ---------------------------------------------- | ----------------------- | ----------------------- | ----------------------- | ---------------------------------------- |
| 2004 | «Goodies» (за участю Petey Pablo)              | 1                       | 1                       | 1                       | Goodies                                  |
| 2004 | «1, 2 Step» (за участю Missy Elliott)          | 2                       | 4                       | 3                       | Goodies                                  |
| 2005 | «Oh» (за участю Ludacris)                      | 2                       | 2                       | 4                       | Goodies                                  |
| 2005 | «And I»                                        | 96                      | 27                      | -                       | Goodies                                  |
| 2006 | «Get Up» (за участю Chamillionaire)            | 7                       | 10                      | -                       | Ciara: The Evolution, Step Up soundtrack |
| 2006 | «Promise»                                      | 11                      | 1                       | -                       | Ciara: The Evolution                     |
| 2007 | «Like a Boy»                                   | 19                      | 6                       | 16                      | Ciara: The Evolution                     |
| 2007 | «Can't Leave 'Em Alone» (за участю 50 Cent)    | 40                      | 10                      | 115                     | Ciara: The Evolution                     |
| 2008 | «Never Ever» (за участю Young Jeezy)           | -                       | -                       | -                       | Fantasy Ride                             |
| 2008 | «Love Sex Magic» (за участю Justin Timberlake) | 10                      | -                       | -                       | Fantasy Ride                             |
| 2009 | «Work» (за участю Missy Elliott)               | -                       | -                       | -                       | Fantasy Ride                             |

## Фільмографія
| Рік  | Назва                 | Роль        |
| ---- | --------------------- | ----------- |
| 2006 | Все, що є в тебе      | Бекка Вотлі |
| 2008 | Мамо, я хочу співати! | Амара       |
| 2012 | Мій пацан             | Брі         |